# Quintos
Quintos is een plaats (freguesia) in de Portugese gemeente Beja en telt 310 inwoners (2001).